# 茂名石化
中国石化茂名石化公司（簡稱茂名石化或茂石化），是中国石化集团茂名石油化工有限公司和中国石油化工股份有限公司茂名分公司的统称，成立于1955年5月，位于广东省茂名市，以开采油页岩起家，业务包括炼油、化工、热电、港口、铁运，是中国生产规模最大的炼油化工一体化企业之一。

## 历史
1926年，广东省政府到茂名县勘查油页岩并挖井取样研究。1930年秋，孙科、程天固派人从茂名县公馆取油页岩至中山县（现珠海市）唐家湾尝试炼油。1931年冬，两广地质调查所来茂名勘查，著有《广东茂名、化县、电白、廉江四县地质矿产》。1948年，中山大学教授陈国达来茂勘查，著有《粤南油页岩简报》。几次勘查均指茂名县南部富藏油页岩矿。
1955年5月12日，国务院批准成立茂名页岩油厂筹建处，隶属燃料工业部石油管理总局。10月，筹建处改名为石油工业部茂名页岩油厂筹建处，隶属石油工业部。1958年1月，经国务院批准，成立茂名页岩油公司筹建处，油页岩露天矿开采破土动工。1958年3月22日，第一次产出页岩油。1959年12月，成立炼油厂。1960年，国家集中人力物力开发大庆油田，加上国民经济暂时困难，茂名石油工业建设陷入困境。茂油公司从实际出发，作出“顾全大局，自力更生，又让又上”的决策，调整建设规模，集中力量保证重点项目。1963年，茂油公司筹建处提出“增产节约，扭亏为盈”，由生产人造油向加工原油为主转变。1964年5月，茂油公司筹建处改名为石油工业部茂名石油公司，标志着茂名石油工业筹建工作结束。
1970年5月，茂名石油公司改为广东省管理。1975年5月，改称广东省茂名石油工业公司。1983年，划归新成立的中国石油化工总公司，1984年1月，改称中国石油化工总公司茂名石油工业公司。1988年，被评定为国家二级企业。1992年1月，更名为中国石油化工总公司茂名石油化工公司。
1993年11月，30万吨/年乙烯工程正式开工建设。1997年2月14日，时任国务院总理李鹏为茂名石化30万吨乙烯工程竣工投产剪彩。
1998年8月，500万吨/年常减压蒸馏装置投产，公司炼油能力扩大到1350万吨/年，成为中国首座千万吨级炼油基地。
2000年，随中国石化上市，集团公司重组改制，茂名石化公司划分为母公司中国石化集团茂名石油化工公司，以及归入上市公司部分的中国石化茂名炼油化工股份有限公司、中国石化股份有限公司茂名分公司。
2004年12月15日，实施100万吨/年乙烯改扩建工程，2006年建成投产，成为中国首个百万吨级别的乙烯厂。
2012年，新建1000万吨/年常减压蒸馏装置，成为镇海炼化、大连石化后，全国第三家原油一次加工能力超过2000万吨/年的炼油企业。
2014年，茂名石化建成投用国内最大的煤制氢装置。2015年，茂名石化成为华南地区最大的清洁能源生产基地。2020年12月，全球最大的260万吨/年浆态床渣油加氢装置在茂名石化建成投用。

### 书目
- 茂名市地方志编纂委员会.  第一版. 郑州: 生活·读书·新知三联书店. 1997. ISBN 7-108-01088-7. OCLC 46859198.
- 茂名市地名委员会; 茂名市国土局.  第一版. 广州: 广东省地图出版社. 1994. ISBN 7-80522-237-1. OCLC 299623966.